# Żółcz (przystanek kolejowy)
Żółcz – dawny przystanek kolejowy (Gnieźnieńska Kolej Wąskotorowa) w Żółczu, w województwie wielkopolskim, w Polsce. Zlikwidowany w 1984.